# Pretty Cure Splash Star
Futari wa Pretty Cure Splash Star (ふたりはプリキュア Splash Star, Futari wa Purikyua Supurasshu Sutā), parfois simplement abrégé Pretty Cure Splash Star ou PreCure Splash Star, est un anime magical girl japonais produit par Toei animation et Asahi Broadcasting Corporation, qui commença à être diffusé du 5 février 2006 jusqu'au 28 janvier 2007 au Japon. C'est la troisième série de la franchise Pretty Cure créée par Izumi Todo, qui est une histoire différente des deux premières séries. La série est dirigée par Toshiaki Komura, qui avait précédemment dirigé Kinnikuman Nisei. Le design des personnages a été réalisé par Akira Inagami, qui a travaillé sur les deux précédentes séries Futari Wa Pretty Cure et sa suite Futari Wa Pretty Cure Max Heart. Le thème de la série est basé sur l'idiome japonais « fleur, oiseau, vent, lune » (花鳥風月, kachōfūgetsu), qui symbolise les beautés de la Nature, ou les thèmes traditionnels de la beauté naturelle dans l’esthétique japonaise.

## Synopsis
Saki Hyuuga et Mai Mishou se rencontrent pour la première fois à l'âge de neuf ans après avoir suivi deux sphères étincelantes qui volaient en direction de L’Arbre du Ciel, un grand arbre situé en haut d'une montagne de leur ville. Cinq ans plus tard, elles se rencontrent une fois de plus au même endroit et deviennent les « Pretty Cure », des guerrières légendaires. Flappy et Choppy, esprits du Monde des Fontaines, révèlent qu'ils sont les sphères et que les filles ont été choisies pour protéger la Fontaine du Soleil cachée dans le monde de Saki et Mai, qui est appelé le Monde de Verdure. Saki et Mai sont transformées en « Cure Bloom » et « Cure Egret » en utilisant Flappy et Choppy. Plus tard, elles augmentent leur puissance et deviennent « Cure Bright » et « Cure Windy » avec l'aide de deux esprits supplémentaires, Mupu et Fupu. Les méchants de la série sont les « Dark Fall », qui cherchent la Fontaine du Soleil, la dernière des sept fontaines qui nourrit l'Arbre du Monde – la source de toute forme de vie de tous les mondes. Le leader des « Dark Fall » a pour but de détruire cet arbre, et c'est aux « Pretty Cure » de le protéger.

## Personnages

### Pretty Cure
Les Pretty Cures sont des guerrières choisies par le Monde des Fontaines pour restaurer les Sept Fontaines Sacrées et empêcher Dark Fall de détruire le Monde de Verdure. Elles se transforment en utilisant le Mix Commune (ミックス・コミューン, Mikkusu komyūn) et crient « Dual Spiritual Power » (デュアル・スピリチュアル・パワー！, Duaru supirichuaru pawā!). Dans les derniers épisodes, Saki et Mai utilisent le Splash Commune (スプラッシュ・コミューン, Supurasshu komyūn) grâce au pouvoir de Mupu et Fupu. Après s'être transformées, le duo se présentes comme « Nous sommes les Pretty Cure! » (ふたりはプリキュア!, Futari wa Purikyua!) puis Mai dit « Ceux qui profanent les Fontaines Sacrées ! » (聖なる泉を汚す者よ!, Seinaru izumi o yogosu mono yo!) et Saki finit par « Arrêtez vos cruels agissement ! » (アコギな真似はお止めなさい!, Akogina mane wa oyamenasai!).
Saki Hyuuga (日向 咲, Hyūga Saki) / Cure Bloom (キュアブルーム, Kyua Burūmu) / Cure Bright (キュアブライト, Kyua Buraito)
Doublage : Orie Kimoto
Saki est une fille athlétique et joyeuse, membre de l'équipe de softball de la Yuunagi Middle School. Comme Nagisa, Saki est excellente en sport et pas très douée pour les études, adore les sucreries et a un large appétit. Mais contrairement à Nagisa, elle a une personnalité plutôt douce et à l’habitude de dire « Je suis au top ! » (絶好調！, Zekkōchō!)) à chaque fois qu'elle est excitée. Saki est lumineuse et s'adapte facilement, elle reste optimiste et saine quand quelque chose d'imprévu se produit. Bien que Saki apparaissent parfois enfantine, elle est sociable, gentille et a une personnalité facile à vivre qui donne souvent du bonheur et de l'énergie aux autres. Sa famille tient la boulangerie Panpaka Pan, et Saki est douée pour la cuisine et fait de délicieux pains. Elle a une sœur se prénommant Minori, qui partage sa chambre et l'embête quelques fois. Saki est aussi amoureuse du grand frère de Mai, Kazuya.
Quand elle est en Cure Bloom ou Cure Bright, ses cheveux auburns courts deviennent blond-roux et sont noués en queue de cheval. En Cure Bloom, ses couleurs sont rose et jaune et son élément représente la Terre, tandis qu'en Cure Bright, sa couleur est le citron vert et son élément représente la Lune.
Elle se présente comme « La Flamboyante Fleur d'or, Cure Bloom! » (輝く金の花, キュアブルーム! Kagayaku kin no hana, Kyua Burūmu!) et en Cure Bright, comme « La pleine lune dans le ciel, Cure Bright ! » (天空に満ちる月, キュアブライト! Tenkū ni michiru tsuki, Kyua Buraito!)
Mai Mishou (美翔 舞, Mishō Mai) / Cure Egret (キュアイーグレット, Kyua Īguretto) / Cure Windy (キュアウィンディ, Kyua Windi)
Doublage : Atsuko Enomoto
Mai est une fille réservée et studieuse, qui aime l'art plus que les sciences et est d'une nature plus gentille et innocente. Son père est un astronome, sa mère est une archéologue et son frère, Kazuya, aimerait être astronaute quand il sera plus vieux. Elle et sa famille vivent dans un observatoire. Mai est vraiment observatrice et avertie, remarquant souvent des détails qui auraient pu être négligés par quelqu'un d'autre.
En Cure Egret ou Cure Windy, ses longs cheveux bleu foncé deviennent violet foncé et sont noués en une longue queue de cheval. Quand elle est en Cure Egret, sa couleur est le blanc et son élément représente le ciel, en Cure Windy, sa couleur est le bleu clair et son élément représente le Vent.
Elle se présente comme « L’Étincelante Aile d'Argent, Cure Egret! » (煌めく銀の翼, キュアイーグレット!, Kirameku gin iro tsubasa, Kyua Īguretto!) et en Cure Windy comme « Le Vent Parfumé de la Terre, Cure Windy! » (大地に薫る風, キュアウィンディ!, Daichi ni kaoru kaze, Kyua Windi!).
Les sœurs Kiryuu, Kaoru (霧生薫, Kaoru) et Michiru (霧生満, Michiru) sont révélées dans le dernier épisode comme étant les véritables Cure Bright et Cure Windy. Toutefois, dans les films All Stars, Saki et Maï restent seules, et peuvent toujours se transformer en ces formes.

## Attaques
Precure Twin Stream Splash (プリキュアツインストリーム・スプラッシュ Purikyuua Tuinsutoriimu Supurasshu) (Éclaboussement des vagues jumelles Pretty Cure)
Cure Bloom et Cure Egret se tiennent la main, appellent leurs esprits respectifs, et récitent "Maintenant, nous les Pretty Cures allons utiliser le pouvoir des miracles!" avant de crier l'incantation et de lancer l'attaque sur leurs ennemis.
Precure Spiral Heart Splash (プリキュアスプイラル ハート スプラッシュ Purikyuua Supairaru Haato Supurasshu) (Éclaboussement du cœur de spirale Pretty Cure
Après que Moop et Fuup aient donnés leurs pouvoirs a Bloom et Egret et qu'elle aient reçu les Spiral Rings Sets, les deux filles peuvent utilisé cette attaque, après avoir récité "Oh, Lumière des esprits ! Lueur de la vie! Mène nos cœurs vers l'espoir!", Bloom et Egret peuvent utiliser l'attaque pour vaincre leurs ennemis.
Precure Spiral Star Splash (プリキュアスパイラルスタースプラッシュ Purikyuua Supairaru Sutaa Supurasshu) (Éclaboussement de la spirale stellaire Pretty Cure
Cette attaque est une variante de Spiral Heart Splash. Elle s'utilise de la même façon, sauf qu'elle requiert que Saki et Maï soient transformées en Cure Bright et Cure Windy.
Precure Spiral Heart Splash Star (プリキュアスパイラル ハート スプラッシュ スター Purikyuua Supairaru Haato Supurasshu Sutaa) (Éclaboussement stellaire du cœur de spirale Pretty Cure
Attaque ultime de l'équipe Splash Star qui peur être utilisée quand Bloom, Egret, Bright et Windy sont rassemblées (Saki, Maï et les sœurs Kiryuu). Cette attaque est une variante des deux précédentes avec l'exception que Flappi et Choppi, comme Moop et Fuup, donnent leurs forces aux Precures.
L'incantation reste la même. En se prenant cette attaque, le maitre de Dark Fall a commenté que la lumière émise par ce pouvoir est comparable à celle du Big Bang, qui a créé l'univers que Dark Fall cherchait tant à détruire.

## Média

### Film
Il y a un film nommé Pretty Cure Splash Star: Tick-Tock Crisis Hanging by a Thin Thread! (映画 ふたりはプリキュア スプラッシュ☆スター チクタク危機一髪!, Eiga Futari wa Purikyua Supurashu Sutā Tiku Taku Kiki Ippatsu!).